# Parafia św. Józefa Robotnika w Gołdapi
Parafia św. Józefa Robotnika w Gołdapi – rzymskokatolicka parafia leżąca w dekanacie Gołdap należącym do diecezji ełckiej. Kościół zlokalizowany jest na tzw. Podlasiu.

## Historia
Parafia św. Józefa Robotnika została wydzielona z parafii NMP Matki Kościoła w Gołdapi. Erygował ją kanonicznie 30 maja 1991 r. bp Edmund Piszcz. Jesienią 1991 r. oddano do użytku kaplicę, pełniącą funkcję kościoła parafialnego, którą pobłogosławił 22 czerwca 1993 r. bp Edward Samsel.